# Rudolf Roubinek

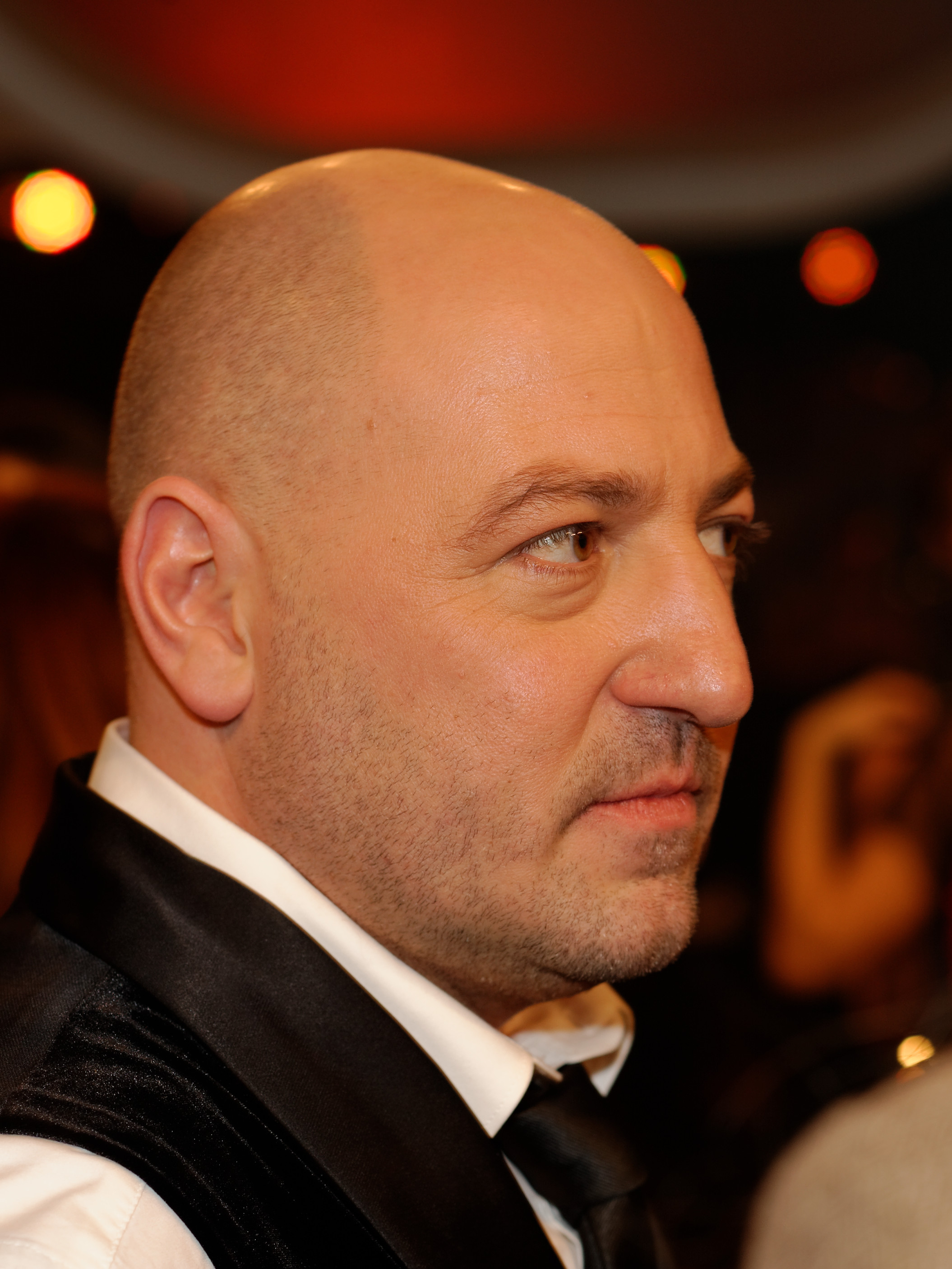
Rudolf Roubinek 2013

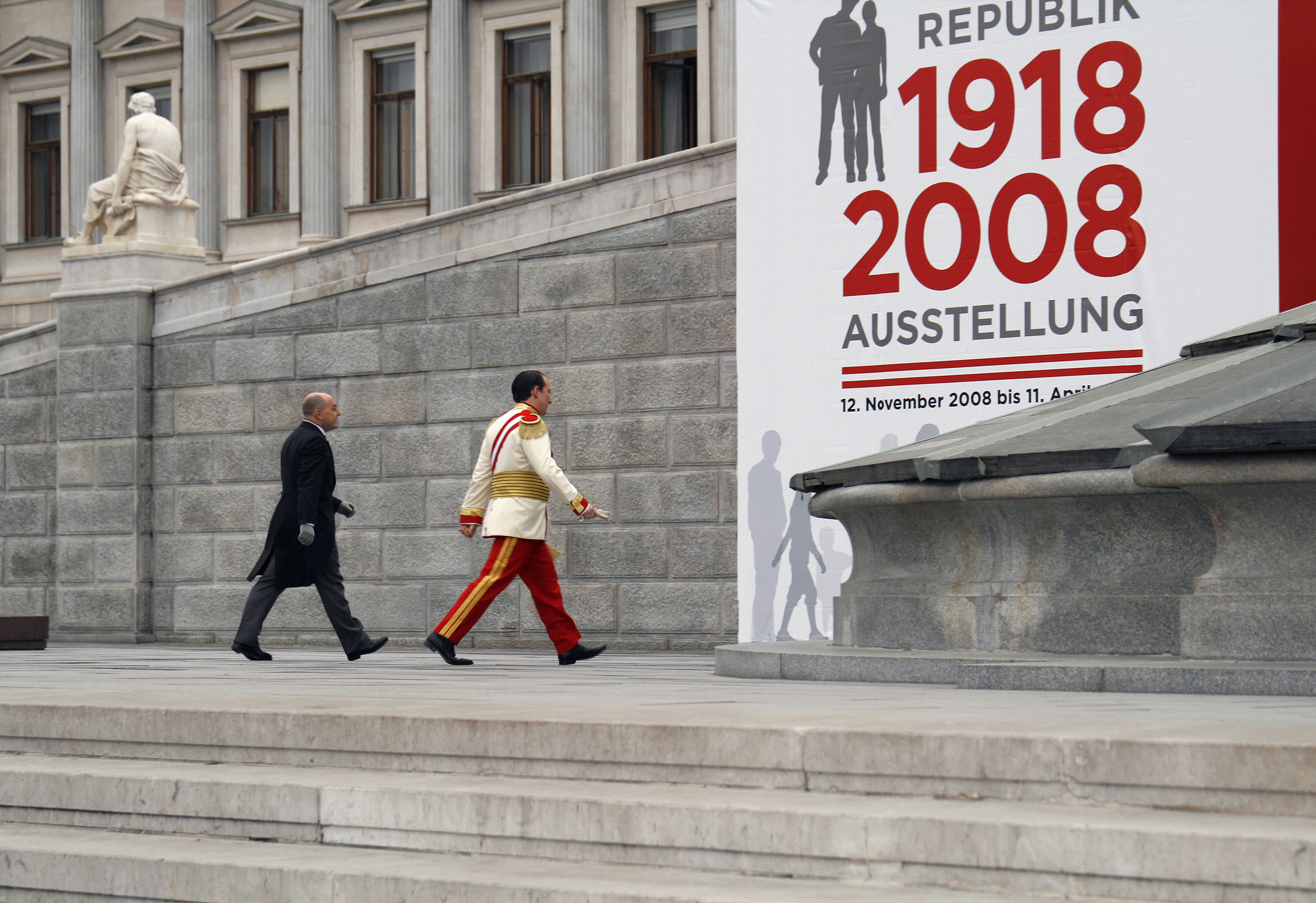
Roubinek in seiner Rolle als Seyffenstein den Kaiser begleitend

Rudolf „Rudi“ Roubinek (* 3. Dezember 1969 in Wien) ist ein österreichischer Schauspieler und Autor. Bekannt wurde er durch seine Rolle als Obersthofmeister Seyffenstein in der österreichischen Satiresendung Wir sind Kaiser.

## Leben
Roubinek studierte Politikwissenschaft und Publizistik, jedoch ohne Abschluss. Seit 1996 ist er in der Fernsehbranche tätig. Roubinek arbeitete zunächst hinter der Kamera. Er schrieb für Sendungen wie Wahre Freunde, Sunshine Airlines, Under Cover und viele mehr und gestaltete diese auch. Ab 2003 stand er mit Dodo Roscic bei der ORF-Show Der große Persönlichkeitstest vor der Kamera. Ab 2010 war er Coach bei der ORF-Sendung Power Play. 2012 ersetzte er einmalig, in seiner Rolle als Obersthofmeister Seyffenstein, den Rapper Sido als Jurymitglied in der ORF-Sendung Die große Chance.
Im Jahr 2016 war Roubinek Kommanditist eines Unternehmens, das den Würstelstand Kaiserzeit an der Augartenbrücke betreibt, der auf das Jahr 1909 zurückgeht.
Roubinek lebte mit seiner Frau Karin Roubinek in Gablitz, seit 2013 ist er mit der Eventmanagerin Susanne Drusany liiert.

## Filmografie (Auswahl)
- 2021: Letzter Gipfel (Fernsehfilm)

## Auszeichnungen
- 2008 Romy, Beste Programmidee für Wir sind Kaiser (gemeinsam mit Robert Palfrader)
- 2010 Romy, Beliebtester Comedian (gemeinsam mit Robert Palfrader)
- 2016 Romy, Beste Programmidee für Bist Du deppert! (gemeinsam mit Gerald Fleischhacker, Mike Bernard und Klaus Oppitz)